# Gontran flirte malgré lui
Gontran flirte malgré lui è un cortometraggio del 1913 diretto da Lucien Nonguet.